# Ærø

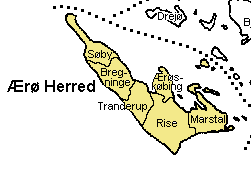
Ærø 88 km²

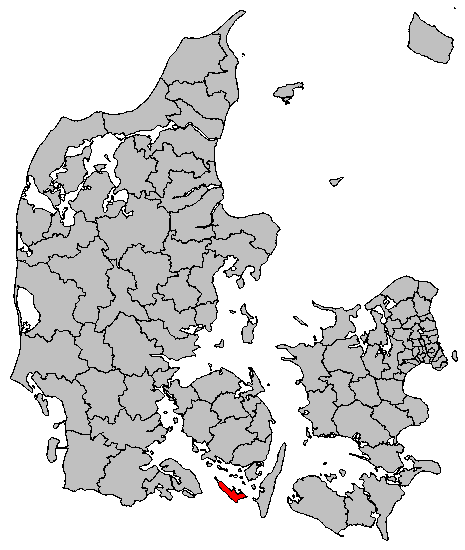
Vị trí đảo Ærø trên bản đồ Đan Mạch

Phần phía bắc của Ærøs Hale và Cảng Marstal

Ærø (phát âm tiếng Đan Mạch: [ˈɛːʁœːˀ]) là một đảo của Đan Mạch,nằm ở lối vào phía nam Eo biển Lillebælt, phía bắc là đảo Fyn, phía đông là đảo Langeland, phía nam là vùng Schleswig-Holstein và phía tây là đảo Als. Đảo dài khoảng 30 km, chỗ rộng nhất là 8 km, diện tích là 88,1 km². Các thành phố lớn của đảo là Marstal có 2272 dân, Ærøskøbing 1010 dân và Søby 577 dân. Về hành chính, từ ngày 1.1.2006 2 thị xã Marstal và Ærøskøbing hợp nhất thành thị xã Ærø do Jørgen Otto Jørgensen làm thị trưởng.

## Các thành phố và làng
- Bregninge
- Dunkær
- Græsvænge
- Kragnæs
- Leby
- Lille Rise
- Marstal
- Ommel
- Olde
- Skovby
- Stokkeby
- Store Rise
- Søby
- Tranderup
- Vindeballe
- Voderup
- Ærøskøbing

Marstal là thành phố lớn nhất đảo, có hải cảng, hãng tàu thủy, xưởng đóng tàu và trường hàng hải. Giưa đảo là thành phố nên thơ Ærøskøbing với các dường phố lâu đời cùng các nhà cổ từ thế kỷ 17. Thành phố Søby ở phía bắc là trung tâm kỹ nghệ của đảo với xưởng đóng tàu Søby và cảng cá duy nhất của đảo.

## Lịch sử
Lịch sử của Ærø đã có từ hàng ngàn năm. Người ta đã tìm được di tích các khu định cư từ 10.000 năm trước. Đảo có nhiều mộ đá dài, các mộ cổ đắp cao và 1 hầm mộ bằng đá ở Kragnæs. Từ đầu thời trung cổ, các vua Đan Mạch có nhiều nông trại trên đảo. Xưa kia, Ærø được chia cho các công tước vùng Schleswig, vùng Als và vùng Holstein. Tới giữa thế kỷ 18, vua Đan Mạch mua lại đất đai đảo Ærø và bắt đầu chia đất cho các nông dân, tuy nhiên đảo vẫn thuộc về vùng Schleswig. Sau khi Đan Mạch thua trận chiến tranh với đế quốc Áo và Phổ năm 1864 thì may mà Đan Mạch không bị mất đảo Ærø và sønderjylland vào tay Phổ.

## Địa lý
Nguyên thủy, đảo chia làm 2 phần, ngăn cách bởi 1 quãng biển lội tên là Drejet. Năm 1856, khu Gråsten Nor được đắp đê bao quanh thì Marstal có đường sá nối liền với các phần khác của đảo. Sau con đường và khu rừng cây trồng là khu Gråsten Nor, một khu đồng cỏ với nhiều chỗ bỏ hoang. 

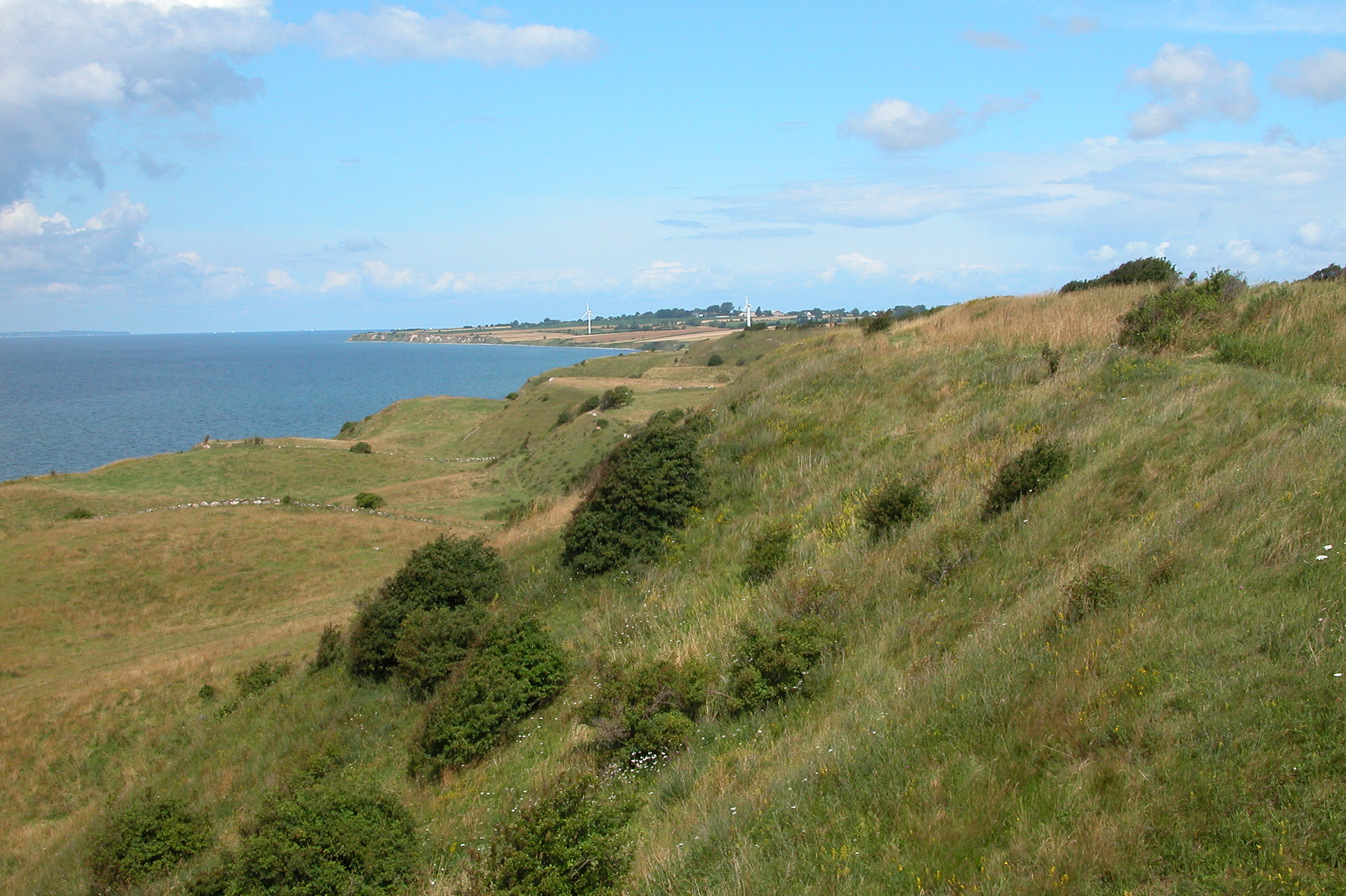
Vách đá Voderup

Cùng với vách đá Voderup cao 33 m là khu đất bậc thang dài nhiều km nối biển với đảo cao, được hình thành từ thời băng hà gần cuối và băng hà cuối cùng, cách đây khoảng 100.000 năm. 

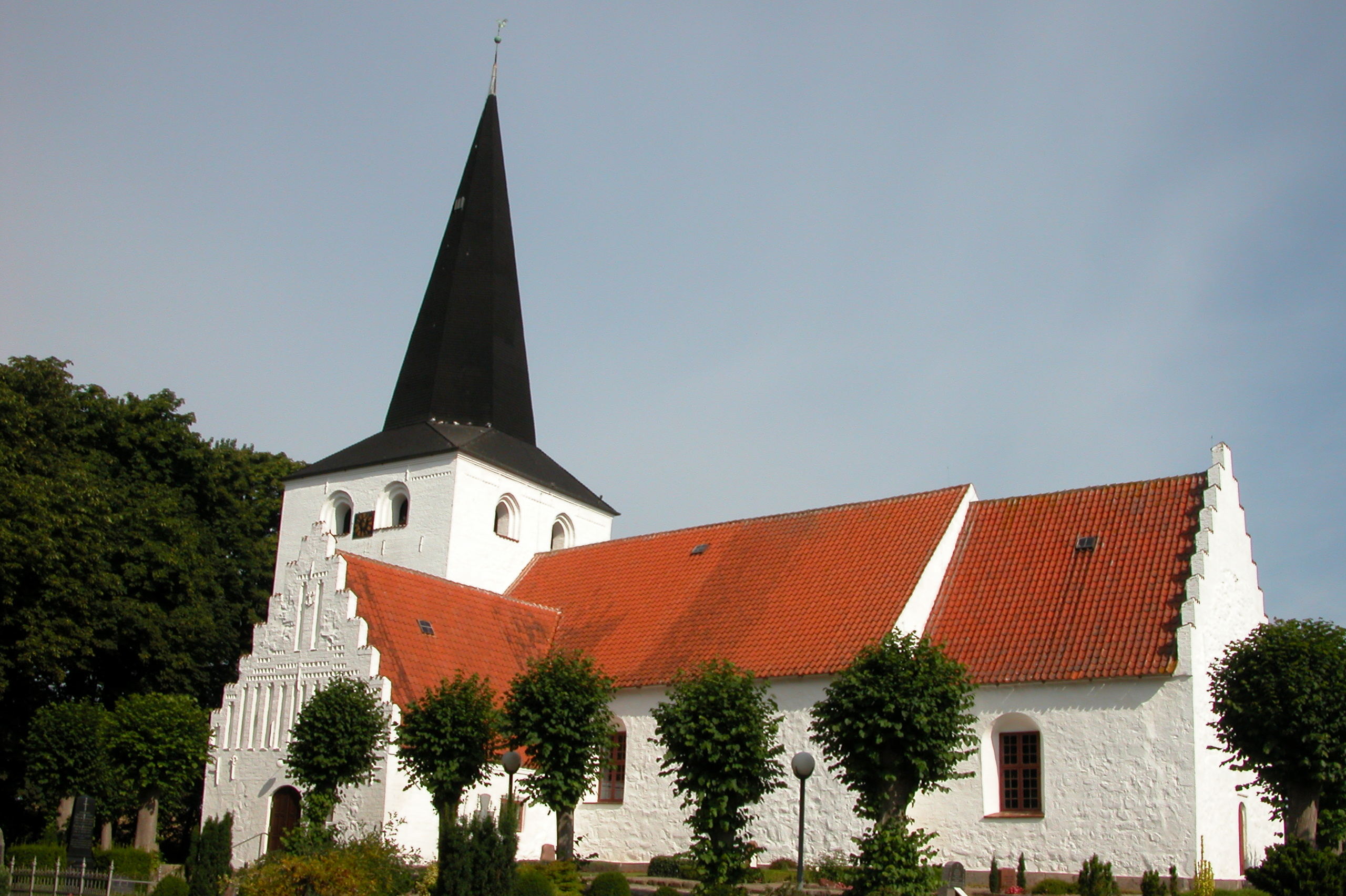
Nhà thờ Bregninge

## Giao thông
Có 4 tuyến tàu phà từ đảo Ærø:

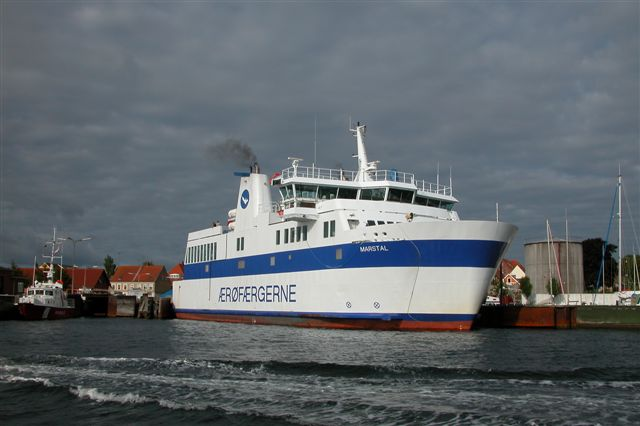
M/F Marstal, 1999 -
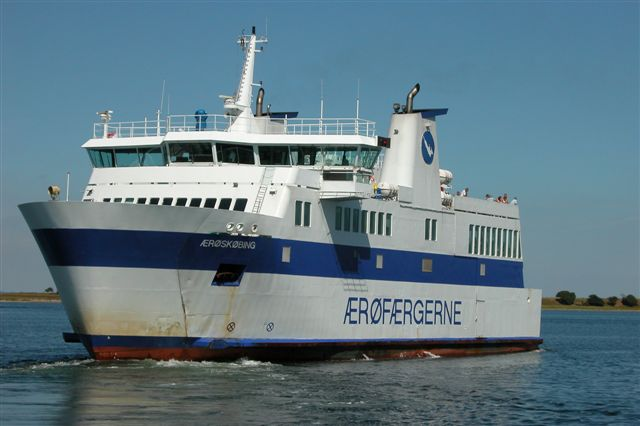
M/F Ærøkøbing, 1999 -
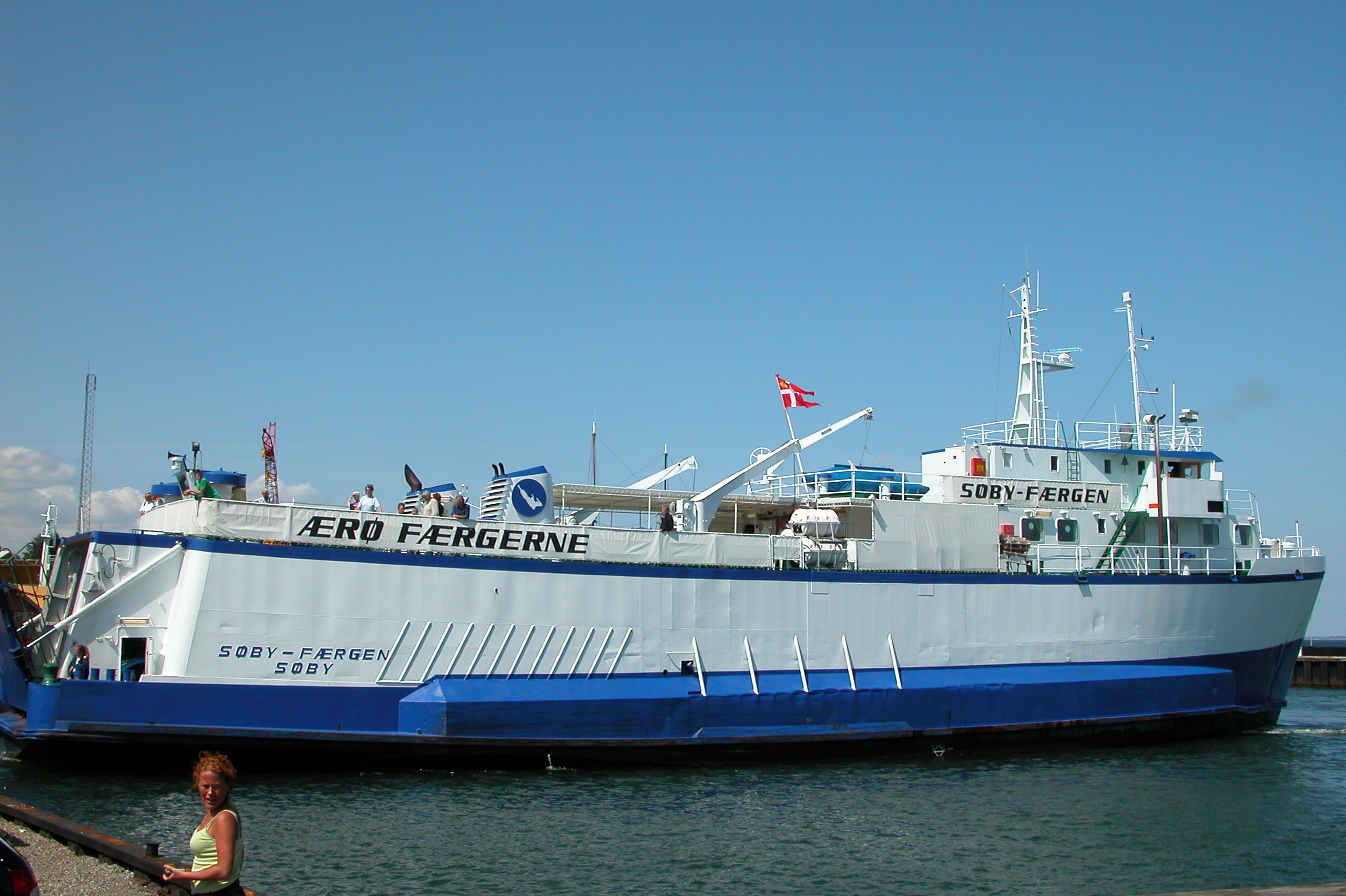
Tàu phà Søby, 1980 -
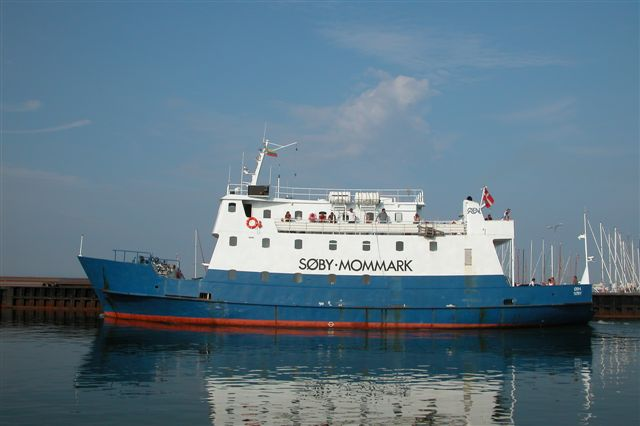
M/F Øen, 1993 -

- Từ Marstal tới Rudkøbing trên đảo Langeland.
- Từ Ærøskøbing tới Svendborg trên đảo Fyn.
- Từ Søby tới Fåborg trên đảo Fyn.
- Từ Søby tới Mommark trên đảo Als.

Có 1 sân bay thể thao nhỏ ở gần Marstal, nơi người ta có thể đặt thuê chuyến bay tới đảo Fyn vàCopenhagen, hoặc bay vòng quanh ngắm cảnh.

## Sử dụng năng lượng tái tạo

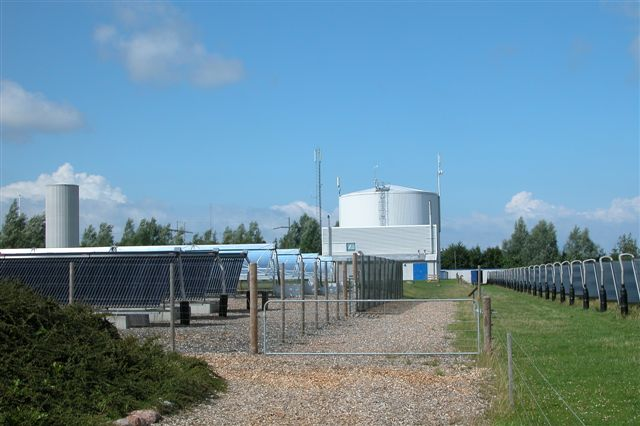
Cơ sở năng lượng mặt trời ở Marstal

Ở Marstal có dàn thu năng lượng mặt trời thuộc loại lớn nhất thế giới với diện tích là 18.365 m², cung cấp 1/3 năng lượng cho thành phố Marstal. Hệ thống sưởi ấm từ xa của thành phố Ærøskøbing cũng dùng năng lượng mặt trời, lò đốt rơm rạ và than củi. Các dàn thu năng lượng mặt trời ở Rise, cùng với khu quạt thu gió thành năng lượng cung cấp 50% năng lượng cho toàn đảo và do đó biến đảo thành một nơi sử dụng năng lượng tái tạo lớn. Mục tiêu của chính phủ Đan Mạch là tới năm 2008, Ærø sẽ sử dụng từ 80 tới 100% năng lượng tái tạo.

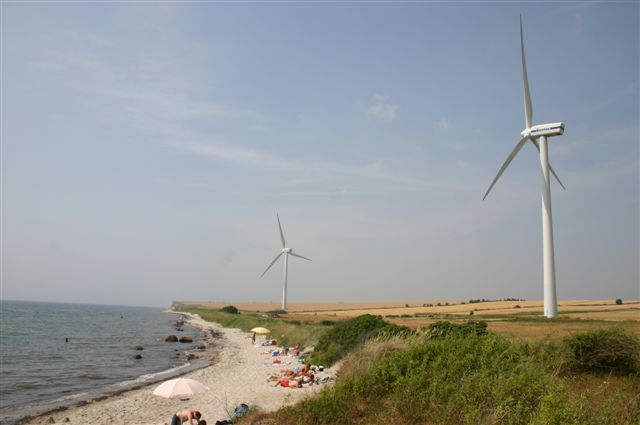
Quạt gió năng lượng ở Risemark

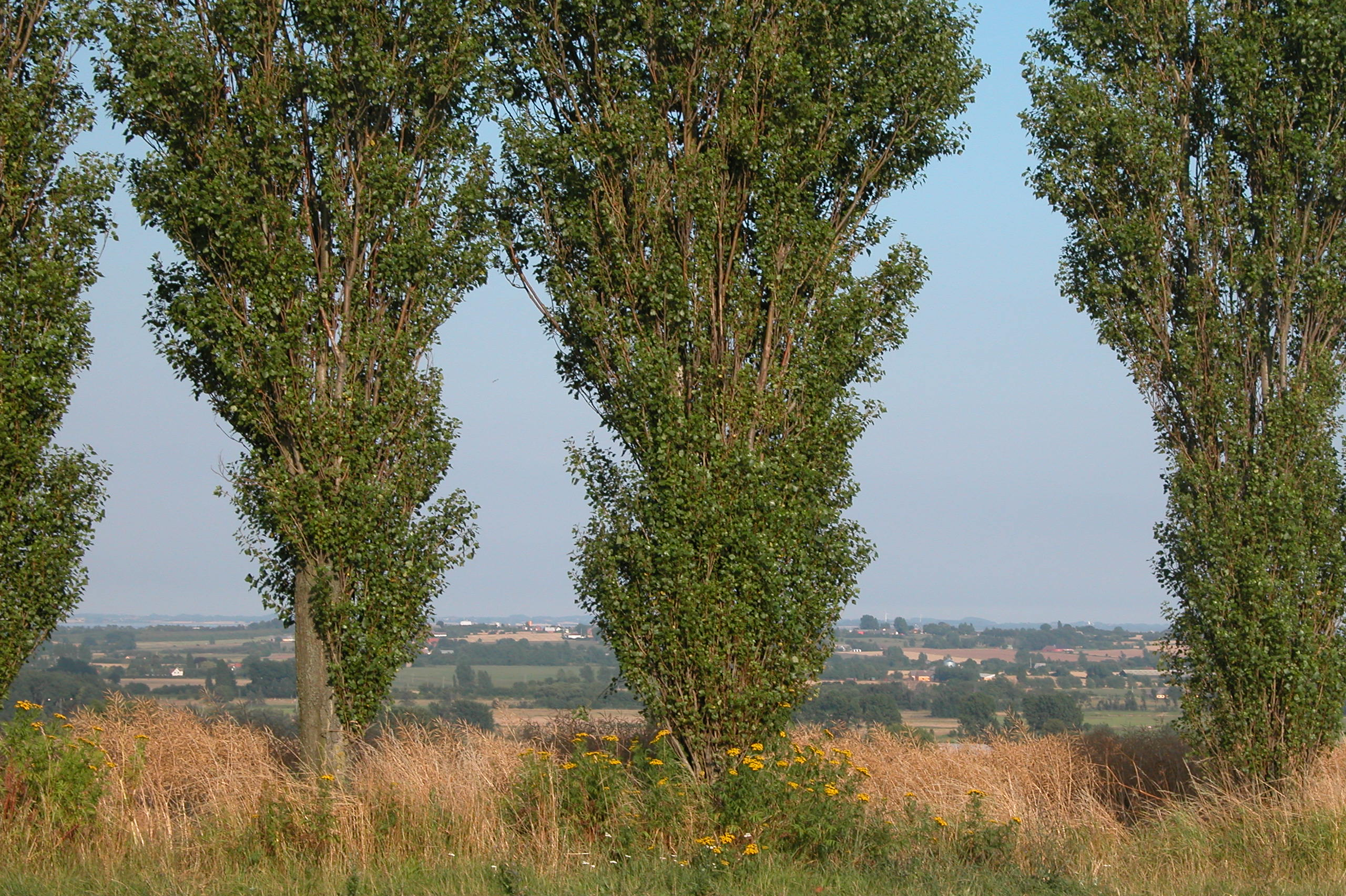
Các cây dương Ærø
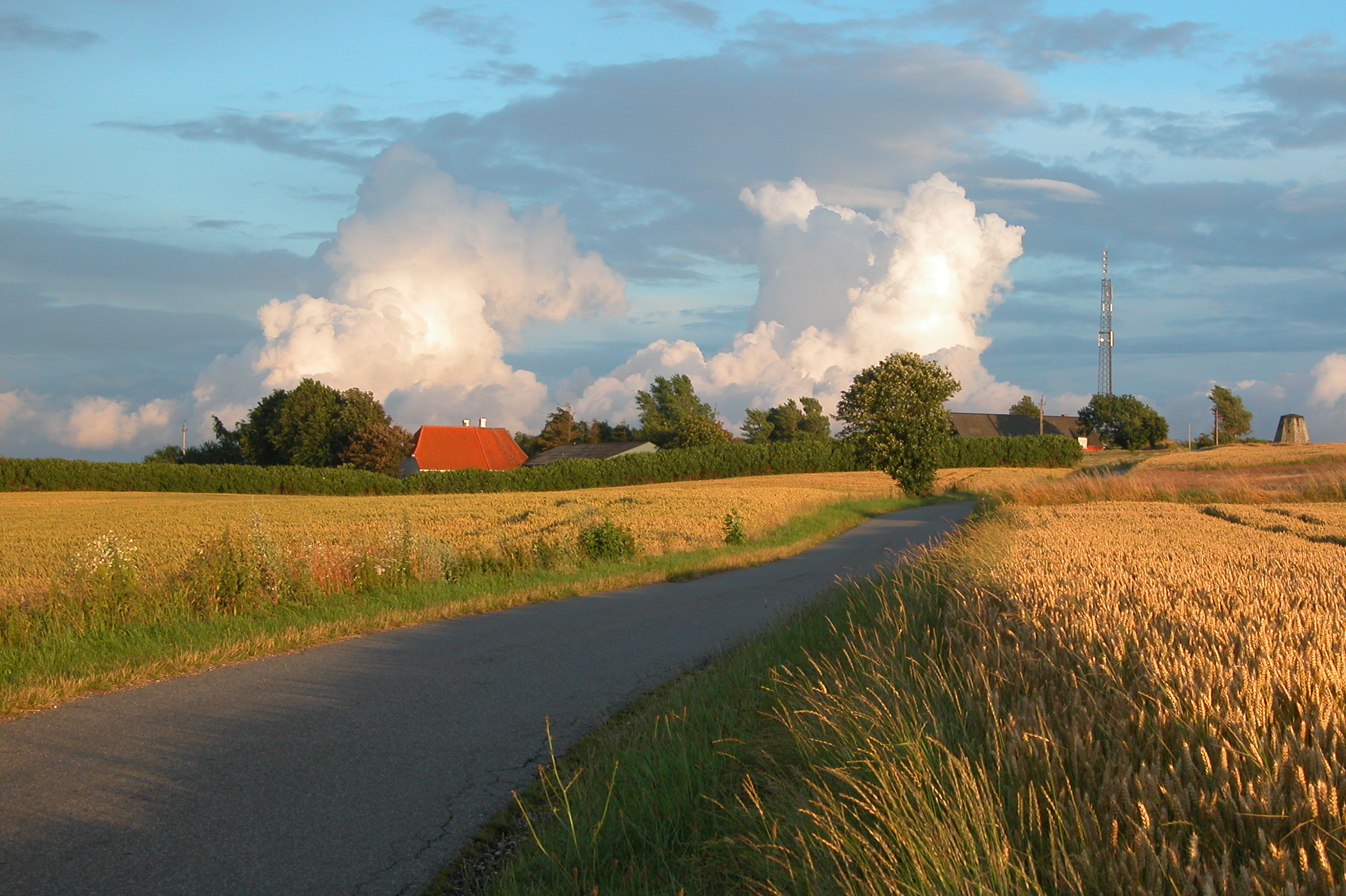
Cảnh Ærø
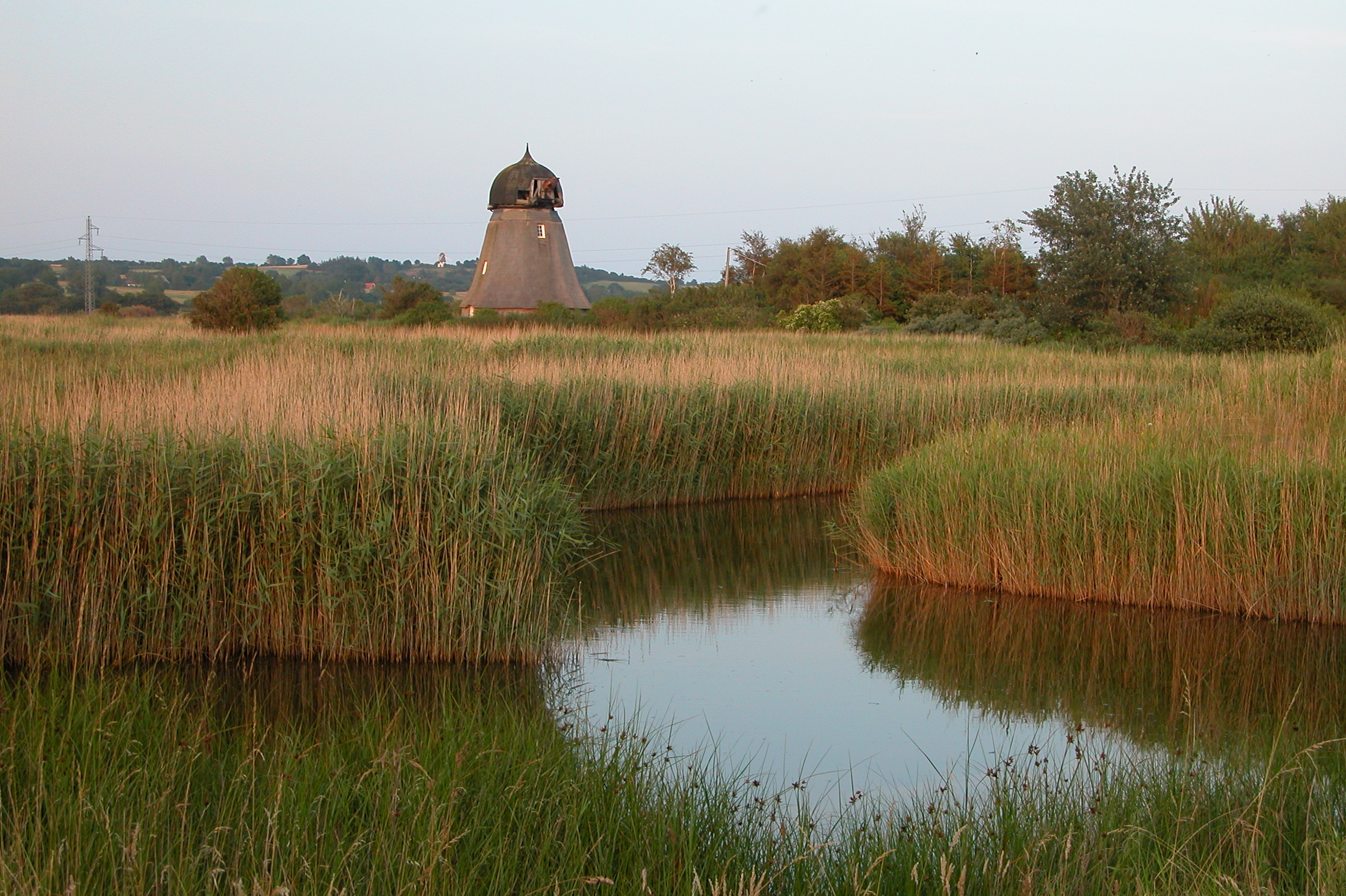
Cảnh Vitsø
- Vester Mølle phía nam Søby
- Voldsted phía bắc Søbygård
- Søbygård
Nhà tắm ở Ærøs hale
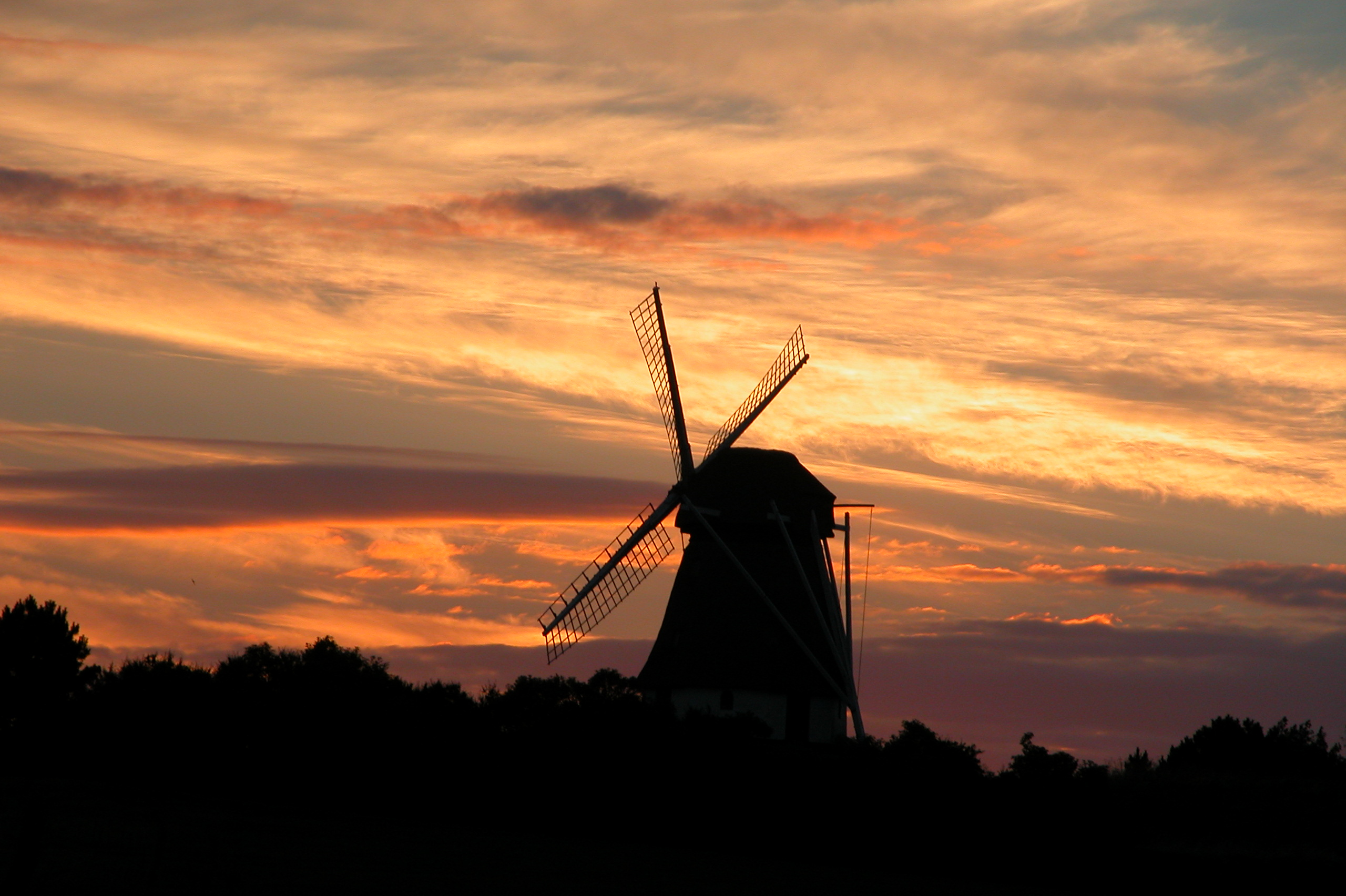
Vester Mølle phía nam Søby
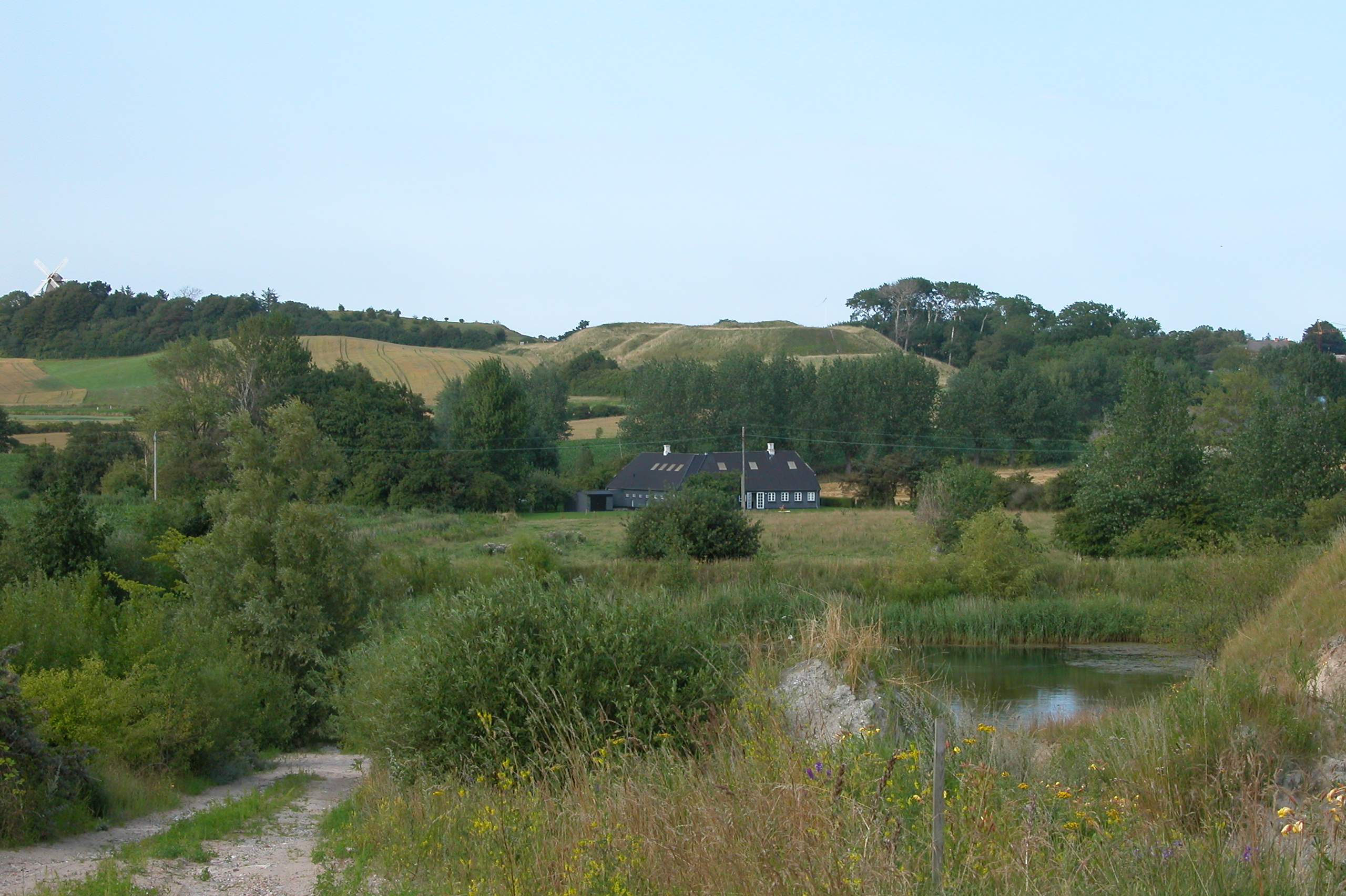
Voldsted phía bắc Søbygård
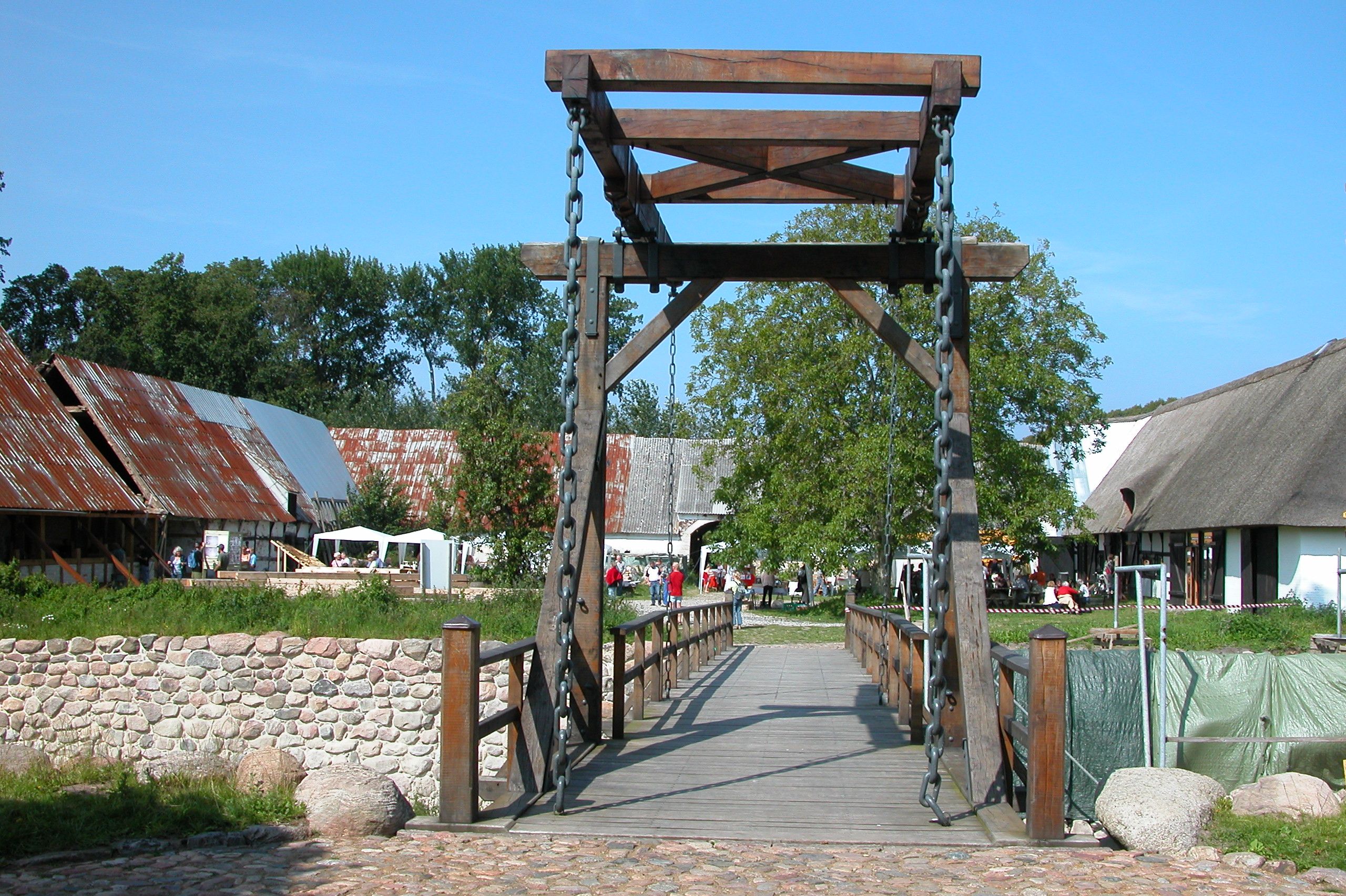
Søbygård
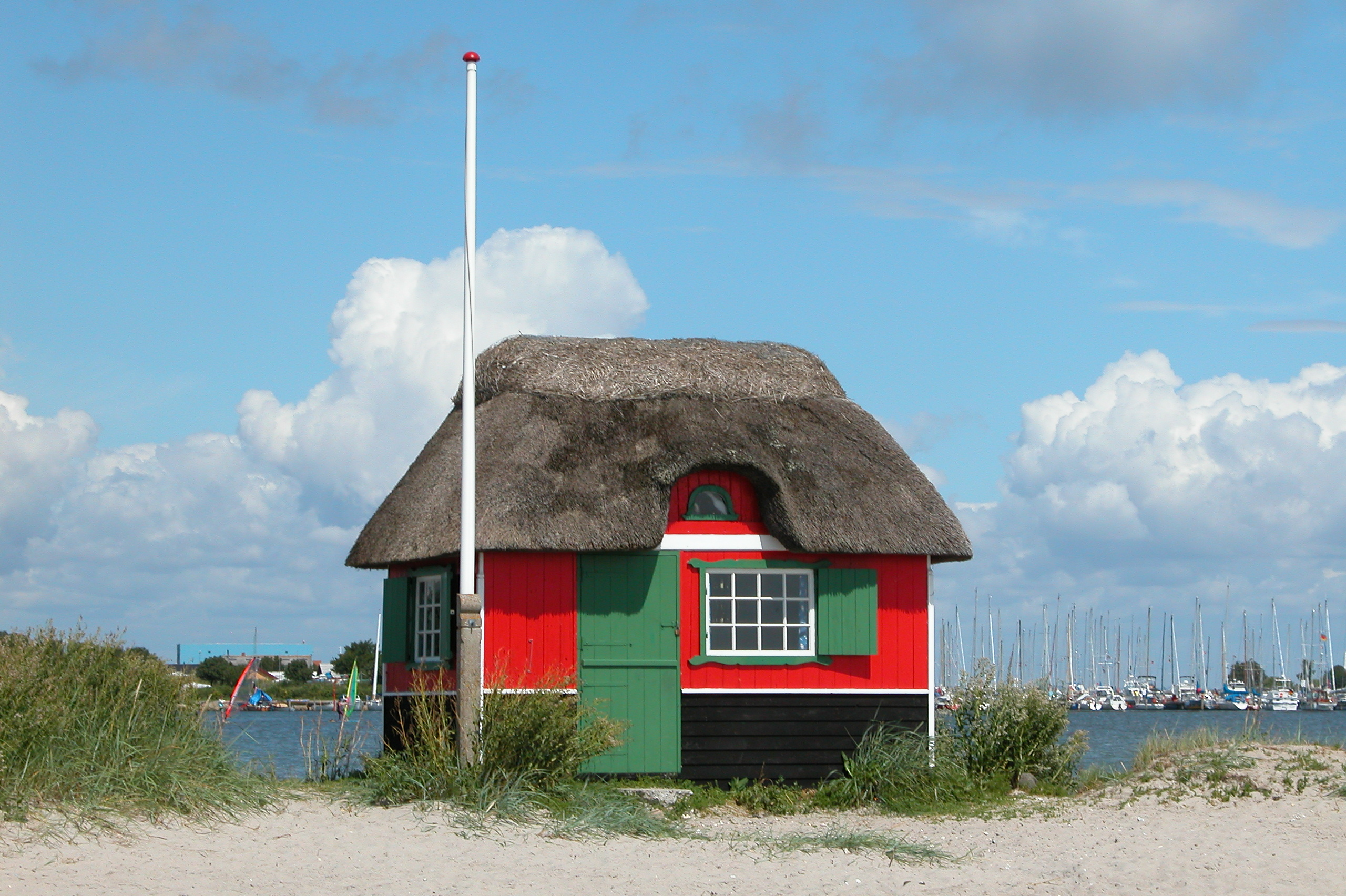
Nhà tắm ở Ærøs hale
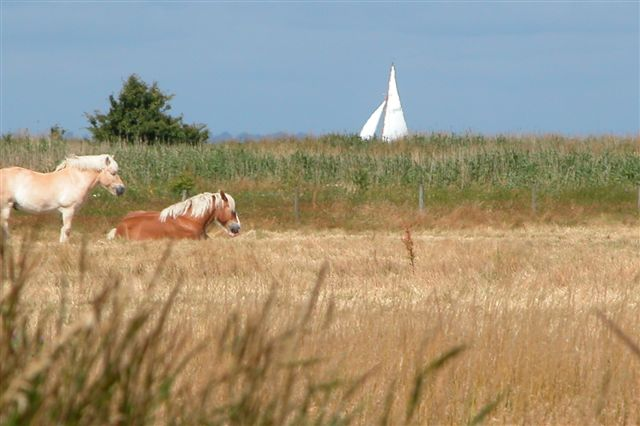
Birkholm

## Các người nổi tiếng
- Anders Arrebo (1587-1637) Mục sư, thi sĩ
- Ole Ege (1934-) Nhà văn, đạo diễn phim, giám đốc nhà bảo tàng
- Gunnar Hammerich (1893-1977) Nhà điêu khắc
- Sven Havsteen-Mikkelsen (1912-1999) Họa sĩ
- Carsten Jensen (1952-) Nhà văn
- Anna Sophie Seidelin (1913-1998) Nhà văn, dịch giả
- Thomas Winding (1936-2008) Nhà văn, Nhà sản xuất phim TV
- Jesper Wung-Sung (1971-) Nhà văn

## Văn học
- Ole Ege: Ærø (Nhà xuất bản. Esper, 2005)